# فا منخفض كبير

فا منخفض كبير

فا منخفض كبير (F-flat major) هو سلم موسيقي كبير افتراضي يتألف من الدرجات الموسيقية فا المنخفضة ♭F، صول المنخفضة ♭G، لا المنخفضة ♭A، سي المنخفضة المضاعفة B، دو المنخفضة ♭C، ري المنخفضة ♭D، مي المنخفضة ♭E، وينتهي بمفتاح فا المنخفضة ♭F، وذلك على الترتيب التالي من اليسار إلى اليمين:
♭F♭, G♭, A♭, B , C♭, D♭, E♭, F
يحوي سلم فا منخفض الكبير على ست إشارات خفض بالإضافة إلى إشارة خفض مضاعفة على السي.
إن المفتاح الموسيقي القريب له على السلم الصغير هو ري منخفض صغير، أما المفتاح الموسيقى الموازي فهو فا منخفض صغير.